# Рациональная поверхность
Рациональная поверхность — это поверхность, бирационально эквивалентная проективной плоскости, или, другими словами, рациональное многообразие размерности два. Рациональные поверхности являются простейшими из примерно 10 классов поверхностей классификации Энрикеса — Кодаиры комплексных поверхностей, и это были первые исследованные поверхности.

## Структура
Любую неособую рациональную поверхность можно получить путём неоднократного раздутия минимальной рациональной поверхности. Минимальными рациональными поверхностями являются проективная плоскость и поверхности Хирцебруха Σr для r = 0 или r ≥ 2.
Инварианты: Все плюрироды равны 0 и фундаментальная группа тривиальна.
 Ромб Ходжа:
```
                 1

           0          0

      1        1+
n
        1
,

           0          0

                 1
```

где n равен 0 для проективной плоскости, 1 для поверхностей Хирцебруха 
и больше 1 для других рациональных поверхностей.
Группа Пикара является нечётной унимодулярной решёткой I1,n, за исключением поверхностей Хирцебруха Σ2m, для которых это чётная унимодулярная решётка II1,1.

## Теорема Кастельнуово
Гвидо Кастельнуово доказал, что любая комплексная поверхность, для которой q и P2 (иррегулярность и второй плюрирод) равны нулю, является рациональной.  Это используется в классификации Энрикеса — Кодаиры для распознавания рациональных поверхностей.  Зарисский доказал, что теорема Кастельнуово верна также для полей положительной характеристики.
Из теоремы Кастельнуово следует также, что любая унирациональная комплексная поверхность рациональна. Большинство унирациональных комплексных многообразий размерности 3 и выше не являются рациональными. 
Для характеристики p > 0  Зарисский нашёл пример унирациональных поверхностей (поверхности Зарисского), не являющихся рациональными.
Одно время было неясно, являются комплексные поверхности с нулевыми q и P1 рациональными или нет, но Федериго Энрикес нашёл контрпример (поверхность Энрикеса).

## Примеры рациональных поверхностей
- Поверхности Бордига[англ.]: Вложение степени 6 проективной плоскости в P4, определённое 10 точками в общем положении.
- Поверхности Шатле[англ.]
- Поверхности Кобла[англ.]
- Кубические поверхности. Неособые кубические поверхности изоморфны раздутию проективной плоскости в 6 точках, и являются плоскостями Фано. Существуют именованные примеры — кубика Ферма, кубическая узловая поверхность Кэли[англ.] и диагональная поверхность Клебша[англ.].
- Поверхности дель Пеццо[англ.] (поверхности Фано)
- Поверхность Эннепера
- Поверхности Хирцебруха[англ.] Σn
- P1×P1. Произведение двух проективных прямых является поверхностью Хирцебруха Σ0.
- Проективная плоскость
- Поверхность Сегре[англ.]. Пересечение двух квадрик. Поверхность изоморфна проективной плоскости, раздутой в 5 точках.
- Поверхность Штайнера[англ.]. Поверхность в P4 с особенностями, которая бирациональна проективной плоскости.
- Поверхности Вайта[англ.], обобщение поверхностей Бордига.
- Поверхность Веронезе. Вложение проективной плоскости в P5.